# Lasiochlamys reticulata
Lasiochlamys reticulata là một loài thực vật có hoa trong họ Liễu. Loài này được (Schltr.) Pax & K. Hoffm. mô tả khoa học đầu tiên.